# 施世明
施世明（1952年11月2日—），台灣政治人物，基隆市人，
- 基隆市中山區仙洞地區出生，於1994年第一次參選基隆市議員未果，而後於1998年再度參選順利當選，後一路連任五屆，最終於2018年退休。

- 為民主進步黨在地長期耕耘地方選戰之頭號議員戰將，非常擅於市政質詢與提案分析，問政資歷與黨務歷練完整，且對選戰議題定位與大型集會有能力規劃及動員，在基隆市長期藍大於綠的執政狀態，大砲型的問政表現為民主進步黨佔有一席之地。

- 其問政近年著名大型建設成績有外木山濱海自行車觀光步道，基隆市西岸快速道路增設，仙洞地區文化古蹟休閒設置推動等。

- 曾任民主進步黨基隆市黨部主任委員兩屆，並擔任2000年總統大選陳水扁、呂秀蓮基隆市競選總部總幹事，替民主進步黨提名之正副總統候選人在基隆拿下9萬多票之選舉成績。

- 於李進勇擔任基隆市長時期成功爭取外木山濱海自行車觀光步道、基隆市西岸快速道路之施作預算。

- 2013年11月26日市政質詢時將高雄市和台南市及宜蘭縣開始補助六十五歲以上老人裝假牙沒有排富，請時任基隆市長張通榮能夠答應該方案在基隆實行，獲得基隆市長首肯，成功為基隆市免費老人假牙打響第一砲。

- 老人假牙該案亦成為在2014年七合一選舉民主進步黨推派參選基隆市市長林右昌主要競選口號。

## 外部連結
- 基隆市議會 施世明議員簡介
- 中選會選舉資料庫網站 （页面存档备份，存于）
- 基隆市議會網站 （页面存档备份，存于）